# Odruch strzemiączkowy
Odruch strzemiączkowy – odruch obronny przed dźwiękami o zbyt dużym natężeniu. Ma na celu ochronę narządu Cortiego przed uszkodzeniem w następstwie przedostania się zbyt dużej energii fali akustycznej. Polega na skurczu mięśni wewnątrzusznych oraz usztywnienia łańcucha kosteczek, co osłabia bodziec o około 10 dB. Odruch nie chroni w pełni przed uszkodzeniem. Działa z opóźnieniem oraz ochrona słuchu dotyczy częstotliwości do 2000 Hz. Tłumaczy to występowanie urazów akustycznych w zakresie większych częstotliwości.
Podstawowymi częstotliwościami używanymi do wywołania odruchu są: 500, 1000, 2000, 4000 Hz. 
Badanie odruchu wykonuje się razem z tympanometrią.